# 采茶舞曲

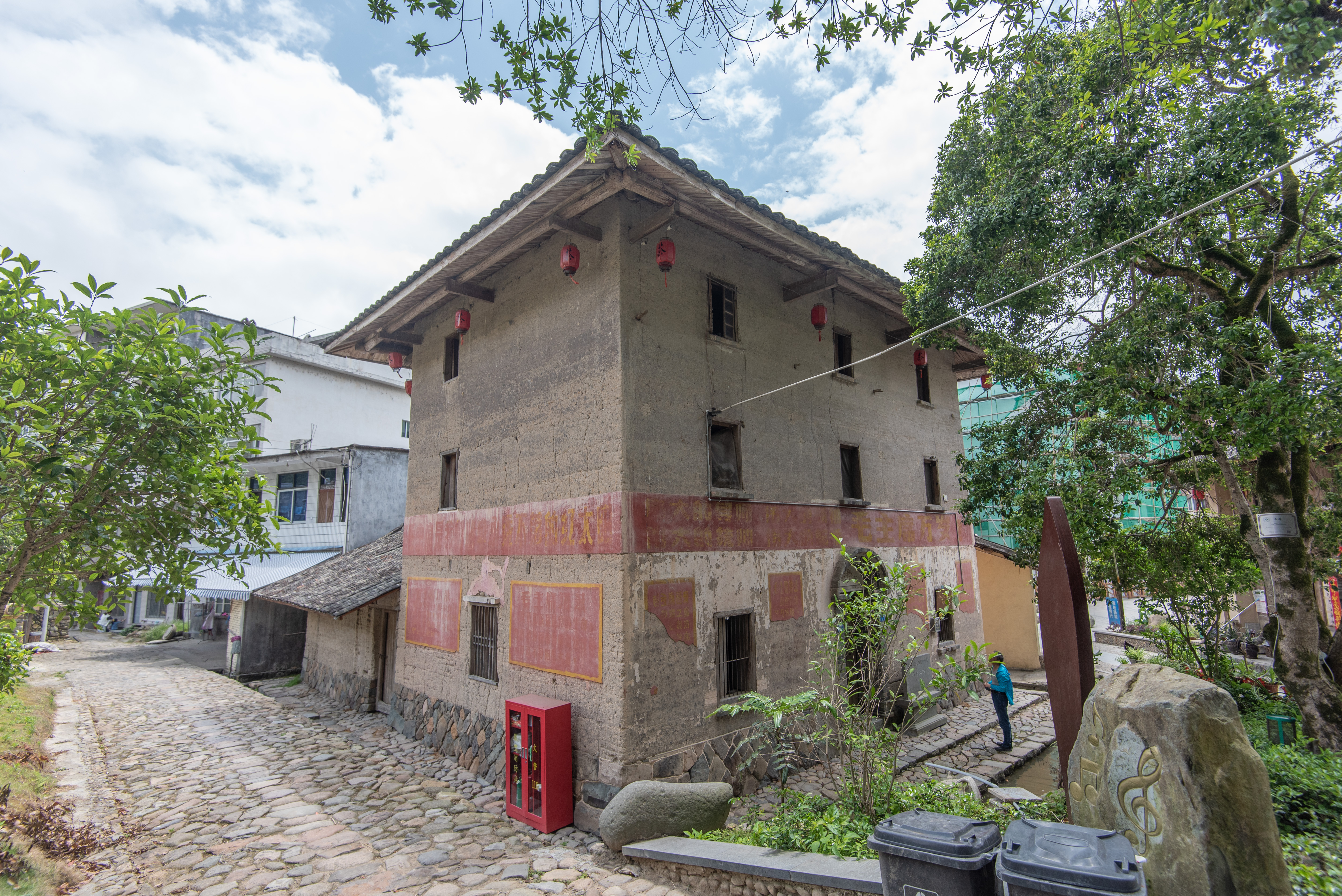
泰顺东溪土楼，周大风在此创作采茶舞曲

《采茶舞曲》是一首浙江民歌，由作曲家周大风于1958年根据泰顺县山区优美的采茶风光创作而成，在1950年代红遍中国，其中“溪水清清溪水长，溪水两岸好呀么好风光”的歌词形象地反映了江南风光，后被中央歌舞团、中央实验歌舞团、东方歌舞团等23家文艺团体作为保留节目，多次在国内外演出，成为最具知名度、最为观众喜爱的茶歌茶舞。
1958年，当时担任浙江越剧二团艺术室主任的周大风随全团来到浙江省泰顺县山区，受此地独特迷人的江南风光和欢乐的采茶人的感染，于5月11日晚写出了反映采茶生活的《采茶舞曲》，该乐曲融合了越剧音调、滩簧叠板、浙东民间器乐曲“四则”的音调，伴奏则具有江南丝竹风格。此后，周大风又创作了大型越剧《雨前曲》，《采茶舞曲》即为主题曲及舞蹈配乐，旋律优美流畅。
较出名的个人版本为陶慧敏演唱（并出演MV中的采茶姑娘）。

## 历史
- 1958年9月11日，越剧《雨前曲》在北京长安剧场演出，时任国务院总理的周恩来与夫人邓颖超前来观看，肯定了《采茶舞曲》曲调有时代特色，也有浓厚的江南风格，但歌词“插秧插到大天亮，采茶采到月儿上”不符合实际生产情况。后被改成“插秧插得喜洋洋，采茶采得心花放”。
- 1983年，被联合国科教文组织评为亚太地区风格的优秀教材。
- 1987年，被联合国科教文组织评为亚太地区优秀民族歌舞。
- 2005年8月，经泰顺县人民代表大会审议，《采茶舞曲》被定为泰顺县县歌。[2]
- 2012年中国中央电视台春节联欢晚会，沙溢、胡可夫妇表演《采茶舞曲》。
- 2016年9月4日，在2016年二十国集团杭州峰会欢迎晚宴后的文艺演出《最忆是杭州》中，上演由赵聪琵琶演奏、各艺术院团300名女舞者群舞的《采茶舞曲》，该版《采茶舞曲》经编曲与前一节目春江花月夜无缝衔接。二十国集团成员和嘉宾国领导人、有关国际组织负责人观看了演出。